# كينيث فارمر
كينيث فارمر (بالإنجليزية: Kenneth Farmer)‏ (و. 1912 – 2005 م) هو لاعب هوكي الجليد كندي، ولد في ويسماونت، كيبك، شارك في الألعاب الأولمبية الشتوية 1936، توفي في كيبك، عن عمر يناهز 93 عاماً.
.

## التعليم
تعلم في جامعة مكغيل.

## جوائز
حصل على جوائز منها:
- نيشان كندا من رتبة عضو.

## روابط خارجية
- كينيث فارمر على موقع EliteProspects.com (الإنجليزية)
- كينيث فارمر على موقع أوليمبيديا (الإنجليزية)